# Ladies Championship Gstaad 2017
Il Ladies Championship Gstaad 2017, anche conosciuto come Ladies Championship Gstaad by Ixion Services per motivi di sponsorizzazione, è stato un torneo di tennis giocato sulla terra rossa. È stata la 25ª edizione del torneo, che fa parte della categoria WTA International nell'ambito del WTA Tour 2017. Si è giocato nella Roy Emerson Arena di Gstaad, in Svizzera, dal 17 al 23 luglio 2017.

## Partecipanti

### Teste di serie
| Giocatrice  | Nazionalità       | Ranking* | Testa di serie |
| ----------- | ----------------- | -------- | -------------- |
| Francia     | Caroline Garcia   | 22       | 1              |
| Paesi Bassi | Kiki Bertens      | 24       | 2              |
| Estonia     | Anett Kontaveit   | 37       | 3              |
| Germania    | Mona Barthel      | 48       | 4              |
| Svezia      | Johanna Larsson   | 53       | 5              |
| Germania    | Carina Witthöft   | 65       | 6              |
| Svizzera    | Viktorija Golubic | 73       | 7              |
| Russia      | Evgenija Rodina   | 80       | 8              |

* Ranking al 3 luglio 2017.

### Altre partecipanti
Le seguenti giocatrici hanno ricevuto una Wild card:
- Rebeka Masarova
- Amra Sadiković
- Patty Schnyder

Le seguenti giocatrici sono passate dalle qualificazioni:

- Başak Eraydın
- Anna Kalinskaja
- Antonia Lottner
- Tereza Smitková
- Martina Trevisan
- Anna Zaja

## Campionesse

### Singolare
Kiki Bertens ha sconfitto in finale  Anett Kontaveit con il punteggio di 6–4, 3–6, 6–1.
- È il quarto titolo in carriera per Bertens, il secondo della stagione.

### Doppio
Kiki Bertens /  Johanna Larsson hanno sconfitto in finale  Viktorija Golubic /  Nina Stojanović con il punteggio di 7–6(4), 4–6, [10–7].